# Staseva, Malîn
Staseva (în ucraineană Стасева) este un sat în comuna Liubovîci din raionul Malîn, regiunea Jîtomîr, Ucraina.

## Demografie
Componența lingvistică a localității Staseva
     Ucraineană (96,15%)
     Rusă (3,85%)
Conform recensământului din 2001, majoritatea populației localității Staseva era vorbitoare de ucraineană (96,15%), existând în minoritate și vorbitori de rusă (3,85%).